# Sloup svaté Trojice (Novi Sad)

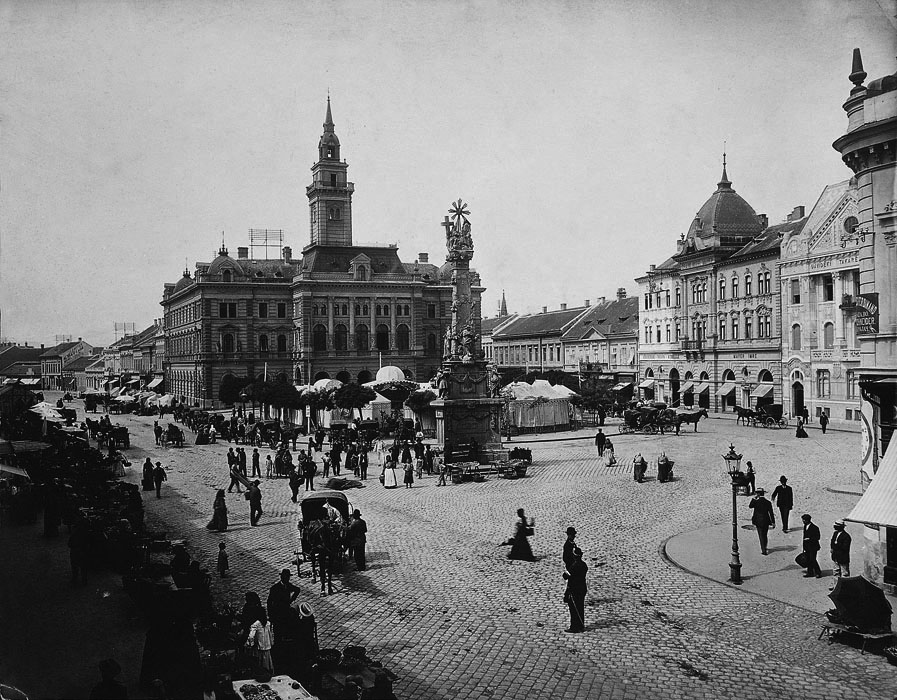
Sloup dominující náměstí v roce 1900

Sloup Svaté Trojice (srbsky Свето Тројство/Sveto Trojstvo) se nacházel na Náměstí svobody v Novém Sadu, městě na severu Srbska.
Historicky se jedná o druhý památník, který byl (hned po pravoslavném kříži umístěném u chrámu sv. Jiří) v Novém Sadu vztyčen. Odhalen byl roku 1781 a místní katolické obyvatelstvo jej postavilo na počest ochrany města před epidemií moru. Vysoký byl 20 metrů. Před monumentem byla na den slavnosti Těla a Krve Páně (boží tělo) pořádána procesí. 
Sloup byl zbudován z vápence a mramoru. V roce 1866 byl obnoven. Vzhledem k tomu, že při bombardování města ve 40. letech 19. století zanikla většina tehdejších dokumentů o městě, není znám ani jeho autor, ani více podrobností o vzniku památníku.
Barokní památník s bohatě vyobrazenou svatou trojicí přežil na náměstí i rozpad Rakouska-Uherska; srbská armáda při obsazení města na podzim roku 1918 památník nestrhla, nýbrž pouze odstranila rakousko-uherskou orlici a nahradila ji srbským státním znakem. Tento symbol byl odstraněn v roce 1941 v souvislosti s okupací města Maďarskem po dubnové válce. Několikrát se nicméně měnilo jeho umístění v rámci náměstí. Odstranění z centra Nového Sadu se uskutečnilo až z rozhodnutí komunistického režimu, který viděl v katolickém symbolu hlavního protivníka. Památník byl rozebrán a kameny posloužily pro výstavbu domů v Telepu u Nového Sadu.